# 공주 상세동 산신도
공주 상세동 산신도(公州 上細洞 山神圖)은 대한민국 충청남도 공주시 상세동 마을회에서 소장하고 있는 산신도이다. 2009년 1월 20일 충청남도 유형문화재 제199호로 지정되었다.

## 개요
상세동 산신도는 조선 말기에 화주 신양선(申良善)이 주도하여 대한제국의 축원을 알리는 산신탱화로 승려인 금호당(錦浩堂)약효(若效)가 그렸으며, 가로와 세로가 각각 125cm이다. 산신도 산신 그림은 구성 요소가 독특하다. 산산이 왼손에 익선을 들고 바로 그 아래 남녀 두 동자가 있다. 산신과 가까이 있는 동자는 쟁반에 해태를 받쳐 들고 있고 그 옆 동자는 망태기를 든 모습이다.
해태는 벽사(僻邪) 수호신의 하나로 동물의 형상을 하고 있으나, 가상의 상징물이며 화재나 재앙을 물리치는 신수(神獸)로 간주한다. 건물 입구에 좌우로 1개씩 세우는 것이 보통이며, 주로 궁궐 같은 대형 건물을 화재로부터 보호해준다는 속신이 있다. 상세동 산신도에서는 재앙을 물리친다는 의미가 있을 듯하며, 동자의 구성과 내용은 특이하여 까치 산신 그림을 대체해가는 19세기적 성격으로 추측할 수 있다.

## 참고 자료
- 공주 상세동 산신도 - 국가유산청 국가유산포털